# ジョージ・トマス・ドレル
ジョージ・トマス・ドレル（英語: George Thomas Dorrell, VC, MBE 1880年7月7日 - 1971年1月7日）は、イギリス陸軍の軍人。第一次世界大戦に参加し、敵前での勇敢な行為を対象とするヴィクトリア十字章を授与された。最終階級は陸軍中佐（Lieutenant Colonel）。

## 略歴
15歳の時陸軍に入隊し、1899年に勃発した第二次ボーア戦争に従軍。
当時34歳だったドレル砲兵中隊最先任上級曹長（王立騎馬砲兵L中隊所属）は、1914年9月1日、フランスのネリーにて行われたネリーの戦いに参加。敵軍の激しい攻撃により、指揮官のエドワード・キンダー・ブラッドベリーも含め、士官全員が戦死か負傷をしていた。ドレル砲兵中隊最先任上級曹長は一人の軍曹（デイヴィッド・ネルソン）とともに指揮を引き継ぎ、全ての弾薬を使い果たすまで砲撃を続行した。
第二次世界大戦中は名誉中佐としてホーム・ガード（国防市民軍兵）の中隊指揮官として勤務した。
ドレルのヴィクトリア十字章はロンドンの帝国戦争博物館に展示されている。